# ويليام كين
ويليام كين هو سياسي أمريكي، ولد في 31 أكتوبر 1792 في مقاطعة بيركلي في الولايات المتحدة، وتوفي في 20 يوليو 1878. نشط حزبياً في الحزب الديمقراطي. وقد انتخب Lieutenant Governor of South Carolina ‏.